# Sistema de riego del río Guárico
El sistema de riego del río Guárico es una colección de canales ubicado en la ciudad de Calabozo (Venezuela). El sistema está conformado por una red de 210 canales de concreto y tierra que transportan el agua desde la represa Guárico hasta las parcelas productoras de arroz y demás rubros. Los canales emergen de la Torretoma, ubicada en el kilómetro 6 del dique del Embalse Ing. Generoso Campilongo. De ahí se divide en tres rutas que irrigan un área de aproximadamente 60 000 hectáreas (148 263,1 acre). 
Es una obra ejecutada por el entonces presidente Marcos Pérez Jiménez en 1957. El proyecto inicial consistía en construir un sistema que lograra regar 110,000 hectáreas. Sin embargo, este propósito no se ha materializado debido al golpe de Estado contra el General Pérez Jiménez, durante el cual se esperaba que entre 1958 y 1961 se ejecutara la segunda etapa. El sistema de riego del río Guárico es el más extenso de Venezuela, gracias al cual se obtiene el cincuenta por ciento de la producción de arroz del país.

## Límites
- Norte: coord. M.o.p. n-26 y la presa.
- Sur: cord. M.O.P.S-23.
- Este: Río Guárico.
- Oeste: Río Tiznados.

Este sistema se encuentra formado por dos componentes en su estructura que es: 
1. estructura de captación: constituida por el embalse Ing.º Generoso Campilongo.
2. estructura de distribución: constituida por la caja disipadora de energía y la red de canales de riego.

El embalse “Generoso Campilongo” conocido también como río Guárico es una obra hidráulica construida con tres fines: control de inundaciones, abastecimiento de agua potable para la población y riego, que por sus características (capacidad de almacenamiento y regadío) la convierte en una de las más importantes del país. 
El sistema de riego río Guárico destaca por su papel en el desarrollo arrocero de la región. El mismo ocupa una superficie regable de 60.000 ha, una superficie bajo riego de 45.260 ha y una superficie regada de 35.000 ha promedio.

## Características de la infraestructura de riego
- Área inundada: 23.140 ha
- Área de la hoya: 8.150 km²
- Superficie regable: 60.000 ha
- Superficie bajo riego: 15.260 ha
- Superficie regada: 20000 ha

### Red vial
- 1.a.- bermas de canales: 401,55 km

- 1.b.- carreteras engranzonadas: 141,30 km

- 1.c.- carreteras asfaltadas: 108,70 km

- Total vialidad: 651,55 km

### Red de riego
- 2.a.- canales principales: 46,03 km

- 2.b.- canales laterales: 80,84 km

- 2.c.- Canales sub-laterales: 74,27 km

- Total canales: 201,14 km

### Red de drenajes
- 3.a.- colectores principales: 140,79 km

- 3.b.- colectores laterales: 127,49 km

- Total colectores: 268,28 km

### Red de pozos subterráneos
Dentro de la poligonal de riego: existen alrededor de 254 pozos con una capacidad de descarga promedio de 62.52 L/s los cuales dentro de la temporada norte/verano pueden cubrir una superficie de 9.675 ha, y en la temporada de invierno una superficie de 16.585 ha. 
Tradicionalmente los productores asentados dentro de la poligonal de riego en los ciclos norte/verano utilizan el agua para riego aportado por el embalse. 
Fuera de la poligonal de riego: existen alrededor de 230 pozos con una capacidad de descarga promedio de 62.52 L/s  los cuales dentro de la temporada norte/verano pueden cubrir una superficie de 9.000 ha, y en la temporada de invierno una superficie de 15.000 ha. Muchas parcelas dependen exclusivamente de estos pozos para el riego, mientas que otras combinan su uso con aguas servidas del sistema tomándolas a través de los drenajes y caños. 

### Clasificación de tipo de productor
(Definido por la superficie explotada)
- a.- U.P. desde 1 a 25 ha: 852 prod. Campesinos

- b.- U.P. desde 26 a 45 ha: 120 prod. Medianos

- c.- U.P. mayores de 45 ha: 240 prod. Empresarios en el sistema de riego se encuentran asentadas 1.200 familias, las unidades de producción varían entre una superficie de 25 ha hasta 220 ha. Las cuales están distribuidas en 450 parcelas, según la clasificación anterior.